# Златка изменчивая осиновая
Златка изменчивая осиновая, или златка пятнистая тополёвая (лат. Poecilonota variolosa) — вид жесткокрылых насекомых из семейства златок. Длина тела имаго (взрослого насекомого) 8,5—10,5 мм, цвет чёрно-бурый. Надкрылья одноцветные, металлически-синие или зелёные. Встречаются в очищенных от валежника, сырых лиственных и смешанных лесах. Личинки заселяют старые живые или мёртвые стоящие осины. Жизненный цикл одной особи продолжается 2—3 года. На личинках осиновой изменчивой златки паразитируют наездники вида Dolichomitus mordator.